# 白い馬 (1953年の映画)
白い馬（しろいうま、フランス語: Crin-Blanc、英語: White Mane）は、1953年の映画作品。
監督はアルベール・ラモリス。モノクロの映像詩。カマルグを舞台としている。
第6回（1953年）カンヌ国際映画祭の短篇グランプリ、及び1953年度ジャン・ヴィゴ賞を受賞。

## 出演
- アラン・エメリー：少年
- ピエール・ベスティ
- ローラン・ロシュ
- パスカル・ラモリス
- デニス・コロンド・ドーナン
- アラン・コロン・ドーナン
- チャールズ・フエティ
- チャールズ・ギローム
- パスカル・ラモリス
- ピエールムローネリー
- フランソワ・ペリエ
- ジャン=ピエール・グルニエ：ナレーター

※過去には日本語吹替版も制作されている。

## スタッフ
- 監督・製作・脚本：アルベール・ラモリス
- 撮影：エドモンド・セカン
- 編集：ジョルジュ・アレペ
- 音楽：モーリス・ルルー
- 制作：Films Montsouris